# Myasthenia gravis
Die Myasthenia gravis (pseudoparalytica) (von griechisch  μῦς (mŷs) „Muskel“, ἀσθένεια (asthéneia) „Schwäche“, lateinisch gravis „schwer“, griechisch ψευδής (pseudḗs) „falsch“ und παράλυσις (parálysis) „Lähmung“; Kürzel: MG) gehört zu einer Gruppe von neurologischen Erkrankungen, die durch eine gestörte Signalübertragung zwischen Nerv und Muskel gekennzeichnet sind, wodurch es zu einer hochgradigen Ermüdbarkeit der Muskulatur kommt, und als Störungen der neuromuskulären Erregungsübertragung oder als myasthene Syndrome zusammengefasst werden. Sie ist eine nichterbliche Autoimmunerkrankung, bei der eine Störung an der motorischen Endplatte der quergestreiften Muskulatur (Skelettmuskulatur) vorliegt, deren Ursache nicht völlig erforscht ist.
Das Krankheitsbild der Myasthenia gravis ist gekennzeichnet durch eine belastungsabhängige Muskelschwäche, die die oben genannte Muskulatur häufig asymmetrisch befällt, auch einzelne oder mehrere Muskeln, unabhängig von der Körperhälfte. Zur Hauptsymptomatik gehört ihre wechselnde Ausprägung, beispielsweise kann sie, neben dem Wechsel betroffener Muskeln, oft im Tagesverlauf spontan ohne erkennbaren Grund zunehmen und/oder kann ebenso plötzlich eine Erholung der betroffenen Muskeln in Ruhe wieder eintreten.
Die Myasthenia gravis kommt sowohl bei Menschen wie auch bei Tieren, besonders bei Haushunden, vor.
Eine veraltete, heute nicht mehr gebräuchliche Bezeichnung der Erkrankung lautet Erb-Goldflam-Syndrom.

## Myasthenia gravis beim Menschen

### Häufigkeit
Die Myasthenia gravis ist eine relativ seltene Erkrankung. Die Krankheitshäufigkeit (Prävalenz) liegt bei etwa 100 bis 200 Erkrankungen pro 1 Million Einwohner. Die Krankheit kann sich in jedem Lebensalter manifestieren, sie hat jedoch zwei Manifestationsgipfel. Der erste Gipfel liegt zwischen der zweiten und dritten Lebensdekade mit Bevorzugung des weiblichen Geschlechts, der zweite Gipfel zwischen der sechsten und achten Lebensdekade mit Bevorzugung des männlichen Geschlechts. Die Myasthenia gravis kommt bei Frauen häufiger vor (Verhältnis 3:2).
In Nordamerika und Europa sind 10 bis 14 % der Patienten jünger als 10 Jahre. Die Krankheitshäufigkeit hat seit Beginn der epidemiologischen Erhebungen um 1950 zu dieser Erkrankung zugenommen; in den 1990er Jahren lag die Krankheitshäufigkeit etwa viermal höher. Diese Zunahme wird auf den zunehmenden Bekanntheitsgrad der Erkrankung, auf bessere diagnostische Verfahren, die Abnahme der Mortalität und Veränderungen in der Altersstruktur der Bevölkerung zurückgeführt.

### Ursache und Krankheitsentstehung

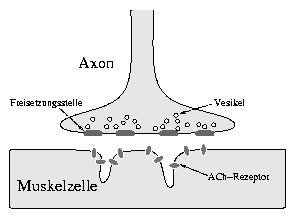
Muskelendplatte

Die Myasthenia gravis ist eine Autoimmunerkrankung, das heißt, der Körper bildet Autoantikörper gegen körpereigene Strukturen. Bei der Myasthenia gravis sind es Antikörper, die gegen Strukturen der postsynaptischen Membran im Bereich der neuromuskulären Endplatte gerichtet sind. Mit großem Abstand am häufigsten, in etwa 85 % der Fälle, sind Acetylcholinrezeptorantikörper nachweisbar, also Antikörper, die gegen den nikotinergen Acetylcholinrezeptor gerichtet sind. Bei 1 bis 10 % der Betroffenen können Antikörper gegen die muskelspezifische Tyrosinkinase (MuSK) und bei einigen Betroffenen so genannte niedrigaffine Acetylcholinrezeptorantikörper oder Antikörper gegen lipoprotein receptor-related protein (LRP4) nachgewiesen werden.
Bei einem Teil der Patienten, die mit hoher Wahrscheinlichkeit an einer Myasthenia gravis erkrankt sind, gelingt kein Antikörpernachweis (seronegative Myasthenia gravis).
Es wird vermutet, dass es neben den genannten Antikörpern noch weitere myasthenierelevante Antikörper geben könnte. Nachgewiesen sind lediglich bestehende Zusammenhänge zu Myasthenie-relevanten Antikörpern und zum Thymus und der kausalen Basis der Erkrankung, der gestörten Signalübertragung zwischen Nerv und Muskel. Ungeklärt ist auch der Auslöser der schwankenden Symptomatik bei Umwelteinflüssen, Infekten, Entzündungen, seelischen und psychischen Belastungen.

#### Acetylcholinrezeptorantikörper
Die Wechselwirkung zwischen dem Transmitter Acetylcholin und dessen Rezeptor wird durch Acetylcholinrezeptorantikörper verhindert oder erschwert. Deshalb kann der elektrische Impuls (das Aktionspotential) vom Nerven nicht mehr auf den Muskel übertragen werden, der Muskel wird nicht erregt. Darüber hinaus verringert sich die Anzahl der Acetylcholinrezeptoren, da durch die Bindung der Antikörper an den Acetylcholinrezeptoren selbige durch eine Immunaktivität abgebaut werden. Dabei zerfällt die Struktur der subsynaptischen Membran in Bruchstücke. Durch Endozytose entsteht ein Autophagosom. Transportvesikel mit Verdauungsenzymen verschmelzen mit den Autophagosomen.
Die Acetylcholinrezeptoren werden durch diese Immunreaktion alle zwei bis drei Tage abgebaut. Die Struktur der motorischen Endplatten wird verändert. Die subsynaptischen Einfaltungen (junctional folds) werden flacher, und der synaptische Spalt wird breiter. Dies hat zur Folge, dass das Acetylcholin bei seiner Ausschüttung aus dem synaptischen Spalt diffundiert oder es von dem Enzym Cholinesterase hydrolysiert wird, bevor es einen Acetylcholinrezeptor besetzen kann.

#### Bedeutung des Thymus
Bei der Myasthenia gravis sind sehr häufig krankhafte Veränderungen des Thymus nachweisbar. Dem Thymus wird eine entscheidende Rolle bei der Entstehung des Autoimmunprozesses zugeschrieben. In bis zu 70 % der Fälle ist eine Thymitis (lymphofollikuläre Hyperplasie) mit aktiven Keimzentren auffällig. Bei 10–15 % der Betroffenen ist ein Thymom nachweisbar. Unter Umständen kann die chirurgische Entfernung des Thymus den Krankheitsverlauf positiv beeinflussen. Eine Operationsindikation sollte in jedem Alter gestellt werden.

### Klinische Erscheinungen

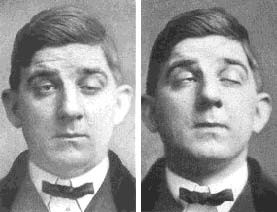
Der sog. „Schlafzimmerblick“ bei Myasthenia gravis

Am Morgen und nach Ruhepausen ist die Leistungsfähigkeit am besten, doch nach wenigen wiederholten Bewegungen sind verschiedene Muskeln oder auch ganze Muskelgruppen erschöpft. Häufig treten die Symptome abends stärker auf. Von den Lähmungen bzw. anfänglich nur Einschränkungen der Beweglichkeit sind besonders kleine Muskeln betroffen, prinzipiell können aber alle quergestreiften (willkürlich bewegbaren) Muskeln betroffen sein.
Muskelgewebe ohne motorische Endplatten, wie der Herzmuskel und die glatte Muskulatur, sind nicht von der Krankheit betroffen. Die Beteiligung letzterer ist allerdings wissenschaftlich bisher nie ausgeschlossen worden. Ein Hinweis auf ihre Beteiligung könnte die Wirksamkeit der Pyridostigmin-basierten Myasthenie-Medikamente auf die Darmtätigkeit sein, da der Darm (bis auf die willkürliche Schließmuskulatur) aus glatter Muskulatur besteht. Ein weiterer Hinweis könnte auch die darmverursachte Obstipation sein, die zu den Symptomen des ebenfalls autoimmun-verursacht vermuteten Lambert-Eaton-Rooke-Syndrom (LEMS) gehört.
In etwa 50 % der Fälle macht sich die Myasthenia gravis zuerst an den Augen, Augenlidern und/oder den äußeren Augenmuskeln bemerkbar: Durch Ermüden der Lidhebermuskeln kommt es zum typischen „Schlafzimmerblick“ (Ptosis), weil die Lider nicht mehr hochgehalten werden können. Die Patienten legen den Kopf zurück, um unter den Lidern hindurchschauen zu können. Typische Frühsymptome sind daher Ptosis sowie Diplopie (Doppelbilder) oder auch eine mangelnde oder unmögliche Schließfähigkeit eines oder beider Augenlider. Als „Signe des cils“ (Zilienzeichen) bezeichnet man in diesem Zusammenhang das Sichtbarbleiben der Wimpern bei schwachem Lidschluss (auch zu beobachten bei peripherer Fazialisparese). Weitere typischerweise früh betroffene Muskelgruppen sind die mimische Muskulatur, die Mund- und Zungenmuskulatur („lachendes“ starres Gesicht, verwaschenes oder unmögliches Sprechen), die Hals- und Nackenmuskulatur (Kopfhalteschwäche), die Kau- und die Rachenmuskulatur (Schluckstörung bis hin zur Unfähigkeit, Speichel abzuschlucken).
Bei weiterem Fortschreiten sind in den meisten Fällen die Arme stärker betroffen als die Beine. Ferner kann die Atemmuskulatur so stark beeinträchtigt werden, dass Betroffene nur im Sitzen schlafen können oder in fortgeschrittenem Stadium beatmet werden müssen. Auch die Schluckmuskulatur kann so stark betroffen sein, dass eine unterstützende oder vollständige Versorgung über eine Magensonde indiziert ist.
Gleichgewichts-, degenerative Gedächtnis- oder Sensibilitätsstörungen sind keine Anzeichen einer MG.
Zur Charakteristik der Symptome ist zu sagen, dass sie wechselnd, nicht statisch und starr sind;
wechselnd sowohl in Bezug auf Uhrzeit, auslösende Stärke der Belastung und der „Auswahl“ aktuell betroffener Muskeln bzw. Muskelgruppen – z. B. linke Hand rechtes Auge, einmal zusammen, einmal einzeln oder früh oder abends. Die Symptome sind nicht vorhersehbar und meist plötzlich „hereinbrechend“. Manche Muskeln bzw. Muskelgruppen sind lediglich in ihrer Beweglichkeit eingeschränkt, bei anderen kann wiederum die ganze Kraft fehlen, sie überhaupt zu bewegen. Da diese Wechselhaftigkeit des Verlaufs bei einem einzelnen Betroffenen bzw. im Vergleich von Patient zu Patient so vielfältig ist, kann eigentlich von einer generellen Klinik (Erscheinungsform) nicht gesprochen werden.
Es wird sowohl zwischen Typen und Verlaufsformen unterschieden:

### Manifestationstypen
- Okuläre MG
- Generalisierte MG
- MG im Kindesalter (EOMG – Early Onset MG)
- Alters-MG (LOMG – Late Onset MG)[7]

### Verlaufsformen
- „Klassische“ AChR-Antikörper-MG
- MuSK-Antikörper-positive-MG
- Kv1.4-Antikörper-positive-MG, einem Kaliumkanal-Antikörper
- MG mit Beteiligung weiterer Antikörper wie z. B. MGT30 oder RyR
- Seronegative MG, das heißt ohne Antikörperbeteiligung
- Alters-MG, mit häufigeren Titin-Antikörpern
- MG im Kindesalter mit häufigeren Fällen nicht nachweisbarer Antikörper
- Neonatale MG bei Neugeborenen

#### Erstsymptomatik
- Über 50 % beginnend mit okulärer Symptomatik (z. B. Lidschwäche und/oder Doppelbilder)
- Etwa 14 % beginnend mit Schluck- und Sprechstörungen
- Etwa 8 % beginnend mit Arm- bzw. Beinschwächen (z. B. unklaren Fußheber-Paresen)
- Sehr seltener Beginn bei der Rumpf- und Wirbelsäulenmuskulatur

#### Komplikationen
Lebensbedrohlich ist in einer Krise das akute Versagen der Atemmuskeln. Bei dieser akuten Verschlechterung der Symptome mit Atemproblemen spricht man von einer „myasthenen Krise“ oder bei Überdosierung von Cholinesterasehemmern wie Pyridostigmin von einer „cholinergenen Krise“. Sehr hilfreich ist hier der Nothilfe-Ausweis, der medizinische Maßnahmen und Ansprechpartner beschreibt (Ausweise werden von der „Deutschen Myasthenie Gesellschaft“ bzw. von betreffenden Pharmaherstellern ausgegeben). Im Falle beider Krisen ist rasche Aufnahme und kompetente Behandlung auf einer Intensivstation gefordert, da die Mortalitätsrate immer noch recht hoch ist (nach Literatur 4–13 %).
Durch Verschlucken (Schluckstörung) kann es zu einer schweren Lungenentzündung kommen, einer Aspirationspneumonie.
Symptomverstärkend sind:
- Infekte, Entzündungen, Fieber, Hitze, Vibrationen
- Interkurrente Erkrankungen (Schilddrüse)
- extreme Belastungen (seelisch, körperlich)
- auch Belastungen wie Narkosen, vor allem bei der Wahl myasthenie-kontraindizierter Narkotika
- hormonelle Schwankungen
- Fehlbehandlungen bzw. -dosierungen bei der medikamentösen Therapie (das Zuviel oder Zuwenig, was symptomatisch auch schwankt)
- Verschiedene Medikamente (myasthenie-kontraindizierte Schmerzmittel, Antibiotika, Psychopharmaka, Hormonprodukte, Röntgenkontrastmittel usw.)[8]

Eine nicht unerhebliche Komplikation entsteht ebenfalls mit der Tatsache, dass die Diagnose MG sehr spät (statistisch nach 2,7 Jahren) gestellt wird. Obwohl oft eine schwankende Muskelschwäche vorliegt, ist sie immer typisch belastungsabhängig, kann also bei der Untersuchung bewusst verschlechtert werden, zudem sind meist typisch die kleinen motorischen Muskeln wie Kauen, Schlucken und die Augen zuerst betroffen, die durch Kälteexposition (z. B. Eisbeutel-Test bei Ptosis) deutlich verbessert werden können; und bei den meisten Betroffenen lassen sich Acetylcholinrezeptor-Antikörper nachweisen. Dennoch gelingt es Neurologen bis heute nicht, die Erkrankung schnell zu diagnostizieren, da Myasthenia gravis eine periphere Muskelerkrankung ist, jedoch sie sich oft nur an Diagnostiken bei Erkrankungen des zentralen Nervensystems orientieren. Einerseits bedeutet das für die Betroffenen zusätzliche Symptomverschlechterung aufgrund des Fehlens der dringlichen medikamentösen Behandlung sowie eine zusätzliche psychische Belastung wegen der nicht seltenen und für die Krankenkassen sehr kostspieligen Odysseen durch medizinische Einrichtungen.

### Untersuchungsmethoden
Die Diagnose wird vor allem anhand des klinischen Bilds in Verbindung mit dem Nachweis von krankheitsspezifischen Autoantikörpern, dem Ansprechen myasthener Symptome nach Verabreichung von Acetylcholinesterase-Inhibitoren und mit Hilfe elektrophysiologischer Untersuchungen gestellt. Abhängig von der Schwere der Erkrankungen unterteilt man die MG in verschiedene Stadien (nach Osserman und Genkins):
| Stadium | Bezeichnung                        | befallene Körperregionen         |
| ------- | ---------------------------------- | -------------------------------- |
| I       | rein okuläre Myasthenia gravis     | nur Augenmuskeln                 |
| IIa     | leichte Generalisierung            | ganzer Körper                    |
| IIb     | mittelschwere Generalisierung      | ganzer Körper                    |
| III     | schwere akute Generalisierung      | ganzer Körper mit Atemmuskulatur |
| IV      | schwere chronische Generalisierung |                                  |

Der Besinger-Score dient der klinischen Verlaufsbeurteilung.
Einzelne Untersuchungsmethoden sind:
- Simpson-Test (in Verbindung mit dem Tensilontest, Ermüdung der Augenlider im längeren Aufblick, welche nach Gabe von Tensilon vorübergehend verschwindet)
- Nachweis von Augenmuskelgleichgewichtsstörungen mit Doppelbildern
- Intensive, über das „normale Maß“ der Standard-Neurologie hinausgehende Belastungstests verschiedener Muskelgruppen – Voraussetzung zur Erstellung eines aussagekräftigen MG-Score
- Prostigmintest, Tensilon-Test (vorübergehendes Verschwinden von Symptomen nach intravenöser Injektion von Tensilon), richtungsweisend für eine Neuro-Transmitter-Erkrankung, aber nicht spezifisch für eine MG
- Eisbeuteltest; ähnlich wie beim eben erwähnten Medikamententest kann auch eine aufgelegte Eiskompresse, z. B. auf ein aktuell schwer schließbares oder herabhängendes Augenlid, das Symptom abmildern. Sollte die Kälte das Symptom beeinflussen, ist dies richtungsweisend.
- Repetitive Serienstimulation einzelner Nerven (RSN) – elektrophysiologischer Test, bei dem bei Betroffenen unter der künstlichen Simulation (Nachahmung) von Muskelbelastung ein Dekrement[Fußnote 1] nachgewiesen werden kann.
- Einzelfaser-EMG – ähnlich, wie die Stimulation elektrophysiologisch, allerdings sehr aufwendig und im Falle der seronegativen MG kein Nachweis möglich
- Elektromyographie (Dekrementzeichen – Abnahme der Amplitude der evozierten Reizantwortpotentiale im Erfolgsmuskel)
- Histologischer Nachweis von Lymphoidzellen in Muskelbiopsaten. Es dominiert eine Typ-2-Muskelfaseratrophie.[9]
- Labor-Diagnostik – Nachweis von Acetylcholinrezeptor-Antikörpern und/oder von Anti-MuSK-Antikörpern im Blut
- Belastungstests im Rahmen einer Schluck-Diagnostik durch myasthenie-erfahrene Logopäden, apparativ mittels einer Videoendoskopie und/oder bildgebenden Schluckstudie
- bildgebende Diagnostik (CT mit Kontrastmittel) der Lungenregion um den Thymus

|  |  |

1. 1 2  
Dekrement – Spezielle abnehmende Form (Sattelform) einer Amplitude, aus der eine abnehmbare Muskelbelastbarkeit abgelesen werden kann. Das gegenteilige Inkrement ist eine spezielle zunehmende Form einer Amplitude. Sollte sich dieses in einer Serienstimulation zeigen, ist neben der Myasthenia gravis an ein LEMS (Lambert-Eaton Myasthenes Syndrom) differenzialdiagnostisch zu denken. Hier ist dann ein Test der Kalziumkanal-Antikörper (VGCC-AK) zu erwägen. Das LEMS ist wie die MG eine muskelschwächende Erkrankung.

Zur Labor-Diagnostik ist anzumerken, dass in 50 % der okulären und etwa 10–15 % der generalisierten Fälle keine AChR-AK und in der Hälfte dieser Fälle auch keine MuSK-AK oder andere Antikörper nachweisbar sind. Es handelt sich dann um eine seronegative MG. Auch hier ist die Diagnosestellung erschwert und ist für myasthenie-erfahrene Neurologen anhand des Verlaufs zu beurteilen.
Zu den elektrophysiologischen Untersuchungen ist zu sagen, dass eine gewisse Erfahrung zur Diagnostik notwendig ist. Zu Fehlerquellen gehören zu wenig untersuchte Muskeln, eine zu kalte Muskulatur und/oder ein durch den Untersucher zu wenig belasteter oder lediglich durch den Patienten während der Untersuchung betätigter Muskel sowie mangelndes Wissen, z. B. hinsichtlich der rechtzeitigen Absetzung (falls medizinisch vertretbar) von beeinflussenden medikamentösen Therapien (z. B. Pyridostigmin, den Cholinesterasehemmern). Auch kann ein im ersten Moment grenzwertiges Dekrement (7–9 %), erst nach erneuter Messung 2 und 5 Minuten posttetanisch als pathologisch beurteilt werden.

#### Differenzial-Diagnostik
Gegenüber der Myasthenia gravis sind vor allem auszuschließen:
- Lambert-Eaton-Rooke-Syndrom (LEMS)
- Amyotrophe Lateralsklerose (ALS)
- Multiple Sklerose (MS)
- Allgemeinere Muskelschwächen, verursacht durch z. B. Appetitlosigkeit, Kachexie oder auch andere seelische, psychiatrische oder neurologische Erkrankungen
- Hirnerkrankungen, Durchblutungsstörungen, Stoffwechselstörungen

bzw. manifestieren sich abzugrenzende Sonderformen:
- neonatale Myasthenie (Neugeborene)
- medikamentös, boreolös bzw. durch Gifte erzeugte myasthene Symptome
- kongenitales myasthenes Syndrom[10][11][12]

### Therapie
Bei der medikamentösen Behandlung der Myasthenia gravis können drei Therapieprinzipien unterschieden werden. Operativ kann unter Umständen eine Entfernung des Thymus den Krankheitsverlauf beeinflussen.
Die Therapie mit Acetylcholinesterasehemmern dient der Verbesserung der neuromuskulären Erregungsübertragung. Sie hemmen das Enzym Acetylcholinesterase und damit den Abbau von Acetylcholin im synaptischen Spalt. Dadurch wird sowohl die zeitliche Verfügbarkeit als auch die Konzentration des Acetylcholins im synaptischen Spalt erhöht. Dementsprechend bleiben die postsynaptisch gelegenen Acetylcholinrezeptoren länger besetzt und zeitlich länger aktiviert. Die myasthene Symptomatik spricht variabel auf die Therapie mit Acetylcholinesterasehemmern an. Während sich die Schwäche der Extremitätenmuskulatur häufig deutlich verbessert, sprechen beispielsweise Augenmuskeln häufig nicht gut auf die Therapie an.
Eingesetzt werden zur oralen Verabreichung die Wirkstoffe Pyridostigminbromid und bei der seltenen Bromunverträglichkeit Ambeniumchlorid. Zur intravenösen Anwendung stehen Neostigmin und ebenfalls Pyridostigmin zur Verfügung. Die Therapie mit Acetylcholinesterasehemmern ist eine rein symptomatische Therapie, die den Krankheitsverlauf oder die Prognose der Erkrankung nicht beeinflussen kann. Wichtige Nebenwirkungen der Therapie mit Acetylcholinesterasehemmern sind übermäßiges Schwitzen und Muskelkrämpfe. Bei hoher Dosierung besteht das Risiko einer cholinergen Krise, so dass eine Dosis von 600 mg nur ausnahmsweise überschritten werden sollte.
Die immunsuppressive Behandlung mit Glucocorticoiden oder Azathioprin kann die Antikörperwirkung abschwächen. Bei schweren oder kritischen Verläufen (myasthene Krisen) werden der Plasmaaustausch, die Immunadsorption oder hochdosierte Immunglobulingaben eingesetzt. In seltenen therapierefraktären Fällen kann eine chronische ambulante Therapie mit Immunadsorption notwendig sein.
Es besteht außerdem die Möglichkeit der chirurgischen Entfernung des Thymus oder eines Thymoms (Thymektomie). Eine Umstellung auf weniger aspirationsgefährdende Kost, vorbeugende Schlucktherapie und in schweren Fällen Ernährung per PEG (Magensonde), apparativer Sekret-Absaugung und/oder Tracheostoma (→ Tracheotomie) ist gegebenenfalls erforderlich. Sollten Doppelbilder bei der okulären Myasthenie konstant bleiben, schafft ein augenärztlich ausgemessenes Prismenglas in einer Brille oder eine mittels Wasserfilm auf ein Glas einer vorhandenen Sehbrille ansaugbare bzw. anklebbare Prismenfolie einen Ausgleich.

### Verlauf und Heilungsaussicht
Bleiben nur die Augenmuskeln betroffen, ist die Prognose gut und mit medikamentöser Therapie beherrschbar.
Die Ausbreitung auf den gesamten Körper (Generalisierung) war hingegen vor einigen Jahren noch unheilbar. Durch moderne Medikamente ist in diesen Fällen die Prognose in den letzten Jahren deutlich besser geworden. Das bedeutet aber eine lebenslange Medikation. Weitere Maßnahmen wie z. B. erwähnte PEG oder Tracheostoma wirken lebensverlängernd, können aber einen erheblichen Verlust an Lebensqualität bedeuten. Bei zu später oder gar fehlender Diagnosestellung, schweren Verläufen und Krisen (siehe Komplikationen) kann die Lebenszeit verkürzt sein.
Die Thymektomie führt vor allem bei jungen Patienten oft zu einem Rückgang der Symptome. In diesem Fall ist einige Jahre nach der Thymusentfernung evtl. auch das Absetzen der immunsuppressiven Medikamente möglich und somit eine deutliche Besserung festzustellen, manchmal wird auch eine Remission erreicht.

### Geschichte
Die Myasthenia gravis ist beim Menschen seit dem 17. Jahrhundert bekannt. Der erste dokumentierte Fall aus dem Jahr 1644 wurde in der britischen Kolonialpost aus Nordamerika gefunden. Dort wird geschildert, wie der Indianerhäuptling Opechankanough aufgrund plötzlich auftretender Schwäche nicht mehr gehen konnte. Die medizinische ausführliche Erstbeschreibung von Fällen mit myasthener Hauptsymptomatik in Form von Sprechstörungen, Doppelbildern und rascher Ermüdbarkeit erfolgte wenige Jahre später 1672 durch den Oxforder Arzt Thomas Willis im lateinisch verfassten „De Anima Brutorum“. Allerdings blieb Willis’ Werk über 200 Jahre in der medizinischen Wissenschaft unbeachtet bzw. folgte keine weitere nachweisliche Beobachtung myasthener Symptome.
Erst 1877 verfasste der Londoner Arzt Samuel Wilks eine nächste Fallbeschreibung eines Mädchens mit Sprechstörung und bezeichnete die Erkrankung noch als eine bulbäre Paralyse. Der erste deutschsprachige Bericht erschien 1879 durch den an der Heidelberger Friedreichsklinik tätigen Wilhelm Erb mit dem Werk „Zur Casuistik der bulbären Lähmungen“ bei drei Patienten. Hermann Oppenheim, ein Neurologe der Berliner Charité, stellte 1887 einen Fall vor. 1893 folgte Samuel Goldflam in Warschau mit der bis dahin umfassendsten Publikation. Daher stammt der (veraltete) Name Erb-Goldflam-Syndrom. Leider erfolgte auch schon damals häufig eine falsche Deutung myasthener Symptome als Krankheitszeichen einer neurotischen Erkrankung, der Hysterie, ähnlich wie es bis in die Gegenwart zur Verwechslung mit psychosomatischen Symptomen kommt.
Friedrich Jolly führte nachweisende elektrophysiologische Untersuchungen durch und prägte 1895 mit seinem gleichnamigen Werk den bis heute üblichen Namen „Myasthenia gravis pseudoparalytica“. Nach ersten neuen Erkenntnissen über den Zusammenhang mit dem Thymus zu Anfang des 20. Jahrhunderts führte 1912 Sauerbruch die erste Thymektomie durch.
Erste erfolgreiche medikamentöse Versuche zur Behandlung der Myasthenia gravis unternahmen zwei Ärztinnen. Die von myasthenen Symptomen selbst betroffene Harriet Edgeworth aus den USA stellte fest, dass Ephedrin ihre Muskelkraft besserte. 1933 veröffentlichte sie nach einem ersten einen umfassenderen zweiten Bericht über ihre mehrjährigen Versuche.
Ein Jahr später 1934 publizierte die Britin Mary Broadfoot Walker, tätig am St. Alfege’s Hospital in Greenwich, den Artikel Treatment of Myasthenia gravis with physostigmin. Sie beschrieb darin die Beobachtung, dass die Symptomatik der Myasthenia gravis einer Vergiftung mit dem Pfeilgift Curare ähnelt. Diese kann mit Cholinesterasehemmern behandelt werden. Das ist bis zum heutigen Zeitpunkt die wirksamste medikamentöse Therapie. Der Wirkstoff ist Pyridostigmin. Walker fand und bewies damit einen Hinweis auf eine gestörte Übertragung zwischen Nerv und Muskel. Dieser kausale Zusammenhang wurde allerdings erst nach 1960 experimentell nachgewiesen.
Bereits 1960 wies John Alexander Simpson hypothetisch auf eine autoimmune Pathogenese hin. Der Nachweis der AChR-Antikörper gelang erst 1974. MuSK-Antikörper wurden erstmals 2001 beschrieben.

## Myasthenia gravis bei Tieren
Die Myasthenia gravis kommt vor allem bei Haushunden (daneben auch bei Katzen oder Nutztieren) vor. Hier werden eine angeborene und eine erworbene Form unterschieden. Die Pathogenese ist die gleiche wie beim Menschen, also eine Autoimmunerkrankung, die sich gegen die Acetylcholinrezeptoren richtet. Die Behandlung erfolgt wie beim Menschen.

### Angeborene Myasthenia gravis
Die angeborene Myasthenia gravis ist relativ selten und tritt gehäuft bei einigen Hunderassen (Jack Russell Terrier, Glatthaar-Foxterrier, Springer-Spaniel) auf. Die Erkrankung wird autosomal-rezessiv vererbt und tritt typischerweise in der 6. bis 8. Lebenswoche auf.

### Erworbene Myasthenia gravis
Die erworbene Myasthenia gravis ist häufiger und vermutlich multifaktoriell bedingt, wobei wohl ebenfalls eine genetische Prädisposition vorliegt. Thymome kommen ebenfalls als Auslöser in Betracht. Die Altersprädisposition ist zweiphasisch, mit einem Häufigkeitsmaximum bei Junghunden (1.–4. Lebensjahr) und einem bei alten Hunden (ab 9. Lebensjahr).
Klinisch äußert sie sich zumeist in lokalen Muskelstörungen. Häufig (etwa 80 % der Fälle) ist vor allem die Speiseröhre betroffen, und es entwickelt sich ein Megaösophagus. Klinisch zeigt sich ein häufiges Regurgitieren. Hier besteht ein besonders hohes Risiko für eine Aspirationspneumonie. Auch die Rachenmuskulatur kann involviert sein, was sich in Stimmveränderungen äußert. Eine dritte häufige Lokalisation sind wie beim Menschen die Augenmuskeln. In diesem Fall ist der Lidschlussreflex vermindert und schnell ermüdbar. Die generalisierte Form äußert sich in schneller Ermüdbarkeit, steifem Gang bis hin zu einer Paraparese der Hintergliedmaßen oder Tetraparese. Auch ein Megaösophagus ist häufig. Eine myasthenische Krise mit akuter Para- oder Tetraparese und Megaösophagus kann ebenfalls auftreten.
Die Diagnose kann sicher nur mit dem Nachweis der Autoantikörper gestellt werden. Bei einem Megaösophagus oder bei Thymomen kann eine Röntgenaufnahme des Brustkorbs wichtige Hinweise geben. Differentialdiagnostisch müssen andere Polyneuropathien, Botulismus (selten beim Hund), Polymyositis, Zeckenparalyse (selten) und Azetylcholin- oder Organophosphat-Vergiftungen ausgeschlossen werden (Siehe auch VETAMIN D).